# Pollencí (parlar)
El pollencí o parlar de Pollença és un parlar del català que és part del subdialecte mallorquí, del dialecte balear i del bloc oriental del català. Es parla a la vila de Pollença, al nord de Mallorca, i té com a característica principal que és el sol parlar balear que no utilitza l'article salat; en el seu lloc fa servir l'article derivat del llatí ille, com la resta del català.
La singularitat lingüística del pollencí pot haver estat afavorida pel fet que es tracta d'una localitat perifèrica, parcialment envoltada de muntanyes i que fins al segle xx estava poc comunicada amb la resta de l'illa.

## Morfologia
L'article determinat del pollencí és l'article derivat del llatí ille, a diferència de la resta de l'illa. No obstant això, en l'ús oral, i a diferència de la resta del català, el pollencí ha vocalitzat la l implosiva del masculí, de manera que n'han resultat unes formes particulars. Així, el singular [əl] el ha evolucionat a [əw] eu i, posteriorment, a [u] u, mentre que el plural [əls] els ha evolucionat a [əws] eus i, posteriorment, a [us] us. A més, quan l'article plural masculí va seguit de consonant, la s del plural s'elideix. D'altra banda, seguit de la preposició amb pren la forma lo, com fa la resta del mallorquí amb el so.
|          | Masculí + consonant                | Masculí + vocal         | Femení + consonant         | Femení + vocal                   |
| -------- | ---------------------------------- | ----------------------- | -------------------------- | -------------------------------- |
| Singular | u el carro [u 'caro]               | l l'home [l 'ɔmo]       | lə la cama [lə 'camə]      | l l'espatla [l əs'pallə]         |
| amb…     | lo amb lo carro [ən lo 'caro]      | l l'home [l 'ɔmo]       | lə la cama [lə 'camə]      | l l'espatla [l əs'pallə]         |
| Plural   | u els carros [u 'caros]            | uz els homes [uz 'ɔmos] | ləs les cames [ləs 'caməs] | ləz les espatles [ləz əs'palləs] |
| amb…     | los amb los carros [ən los 'caros] | uz els homes [uz 'ɔmos] | ləs les cames [ləs 'caməs] | ləz les espatles [ləz əs'palləs] |

Sovint hom ha interpretat el fet que a Pollença no hi facin servir l'article salat com un fet degut a les vicissituds històriques de la repoblació; així, el contingent de repobladors provinents de la part oriental del Principat (on, aleshores, l'article salat encara era viu) podria haver estat menor que a la resta de l'illa, mentre que, en canvi, hi hauria hagut més pobladors de la part occidental del Principat que a la resta de l'illa. Aquest fet no ha pogut ésser provat.

## Altres trets lingüístics
En pollencí, com en el parlar d'altres localitats mallorquines com ara Palma, Manacor o Felanitx, les consonants /k/ i /g/ tenen una articulació força més avançada quan van seguides d'una vocal no posterior, és a dir de [i], [e], [ɛ], [ə] i [a], de manera que es pronuncien [c] i [ɟ]. Així doncs, casa es pronuncia ['cazə] i gat, ['ɟat].
El pollencí també és la sola varietat mallorquina que coneix el substantiu xic/a (noi/a). Aquest tret el comparteix amb el català occidental.